# Rinus Gerritsen
Rinus Gerritsen, rodným jménem Marinus Gerritsen, (* 9. srpna 1946, Haag, Nizozemsko) je nizozemský baskytarista, nejvíce známý jako člen skupiny Golden Earring. Tu v roce 1961 spolu s kytaristou a zpěvákem Georgem Kooymansem založil. V roce 1979 vydal společné album se zpěvákem Michelem van Dijkem nazvané Gerritsen en Van Dijk. Rovněž působil jako hudební producent. Produkoval například album zpěváka Hermana Brooda nazvané Modern Times Revive (1981) nebo nahrávky skupiny Urban Heroes. Později měl vlastní projekt nazvaný Rinus Garage. Mezi jeho obdivovatele patřil například Angličan Steve Harris, vůdčí osobnost kapely Iron Maiden, který jej označil za důležitý vzor.